# 阮玉端慎
新和公主阮玉端慎（越南语：／；1822年1月2日—1866年5月23日），越南阮朝明命帝第十三女，生母貴人梁氏願。

## 生平
明命二年十二月十日（1822年1月2日），阮玉端慎在順化皇城出生。紹治五年（1845年），公主25歲，下嫁勤政殿大学士鄭懷德之子鄭懷謹。嗣德十九年四月十日（1866年5月23日），端慎去世，享年四十六歲。嗣德帝追贈為新和公主，諡芳靜。葬於承天府香水縣居正總楊春社。
新和公主育有二子二女。